# 山崎正
山崎 正（やまざき ただし、1944年1月1日 - 2023年6月25日）は、日本のフリーアナウンサー。元仙台放送・中京テレビ・テレビ朝日アナウンサー。相撲評論家（東京相撲記者クラブ会友）。また、圭三プロダクションに「客員」として所属。

## 来歴・人物
東京都荒川区日暮里出身。日本大学第二高等学校、日本大学経済学部卒業。仙台放送（1966年 - 1969年）、中京テレビ（1969年 - 1973年）を経て、1973年6月15日、テレビ朝日（当時日本教育テレビ）に中途入社した。
テレビ朝日では主にニュースやプロレス中継を務め、中でも『大相撲ダイジェスト』では長年司会を務めた。また、在籍期間中にアナウンス部長も経験した。
プロレス中継では、タイガー・ジェット・シンの控え部屋でインタビューを取ろうとしたら、シンにトレードマークであるサーベルで襲われて腕を痛めていたが、その際に受けた傷は死去まで癒えていなかったという。プロレスから降板した理由は、テレビ朝日が独占放送をしようとしていた（日本不参加で深夜放送に縮小）1980年のモスクワオリンピックの実況に回るためだったという。
2004年1月、60歳を迎えたことで定年退職したが、テレビ朝日アスクでは引き続き講師として、アナウンサーの育成にあたっていた。
2005年、11代二子山（元大関・貴ノ花利彰）の死去後に表面化したいわゆる「若貴確執騒動」では『スーパーモーニング』や『ワイド!スクランブル』などにゲスト出演し、コメントを寄せた。
2006年7月29日には、高校野球岡山大会決勝（テレビ朝日系列局の瀬戸内海放送制作）で実況を務めている。
キャリア終盤期には両国国技館で本場所開催中に館内でのみ聴ける「どすこいFM」で実況を務めていた。
同年6月25日、肺炎による呼吸不全のため、死去した。79歳没。家族の話によれば、晩年は2019年1月に小脳出血を発症して以後は歩行困難な状態になり、介護施設で療養していたが、2023年1月に新型コロナウイルスに感染して以後は後遺症のため、ほぼ寝たきりの状態となっていたという。

## アナウンサー時代の担当番組
報道番組
| 期間                         | 期間                        | 番組名                | 役職                 |
| ---------------------------- | --------------------------- | --------------------- | -------------------- |
| 同局中途入社直後             | 同局中途入社直後            | ANNニュース           | シフト勤務キャスター |
| 1975年4月1984年4月1985年10月 | 1982年3月1985年3月1987年9月 | ANNニュースセブン     | シフト勤務キャスター |
| 1975年10月1982年4月          | 1980年9月1987年9月          | ANNニュースファイナル | シフト勤務キャスター |
| 1988年4月                    | 1991年3月                   | ANNニュースフレッシュ | 週末担当キャスター   |
| 1988年4月                    | 1992年3月                   | ANNニュースライナー   | 週末担当キャスター   |
| 1991年4月                    | 1993年3月                   | ANN 530ステーション   | メインキャスター     |

その他
- ワールドプロレスリング
- 大相撲ダイジェスト
- 競馬中継
- ベスト30歌謡曲
- 全日本歌謡音楽祭
- 第5回日本歌謡大賞（1974年11月26日、実況）
- 全日本大学駅伝（1989年・1990年、センター実況。実況担当時は『ANNニュースフレッシュ』『ANNニュースライナー』の担当から外れていた）